# Hriňová
Hriňová (allemand : Hrinau, hongrois : Herencsvölgy) est une ville de Slovaquie, située dans la région de Banská Bystrica et dans la région historique de Pohronie.

## Histoire
Fondée en 1863 en tant que partie de la municipalité de Detva, Hriňová est devenue une municipalité autonome en 1891] et a reçu le statut de ville le 1er janvier 1989.

## Démographie

### Évolution de la population
| Année:               | 1994. | 2004.   | 2014.   | 2024.   |
| -------------------- | ----- | ------- | ------- | ------- |
| Nombre de personnes: | 8574  | 8096    | 7654    | 6931    |
| Différence:          |       | -5,57 % | -5,45 % | -9,44 % |

| Année:               | 2023. | 2024.   |
| -------------------- | ----- | ------- |
| Nombre de personnes: | 7023  | 6931    |
| Différence:          |       | -1,30 % |

## Hameaux
La ville se compose de 12 hameaux:
- Biele Vody
- Horná Hriňová
- Hriňová
- Hrinová Dolné Sídlisko
- Jasenovo
- Krivec I
- Krivec II
- Mangútovo
- Slanec
- Snohy
- Štoliansko
- Vrchslatina